# Hanse des XVII villes
Pour les articles homonymes, voir Hanse (homonymie).
La Hanse des XVII villes fut un groupement de marchands drapiers de villes flamandes, picardes ou champenoises, dès 1230 et jusqu'au XIVe siècle. Le terme de hanse fut attribué à ce groupement par les historiens.

## Caractéristiques
Le but de cette association de marchands était de favoriser l'approvisionnement de matières premières et la commercialisation des produits finis notamment aux Foires de Champagne, à la Foire du Lendit près de Paris. Mais il lui arriva de commercer dans le bassin méditerranéen notamment à Gênes ou à Marseille.
Malgré son nom cette hanse regroupa jusqu'à 25 villes. 

## Listes des villes appartenant à la Hanse des XVII villes[1]

### Liste de Douai (1270 et 1275)
22 villes
- Abbeville
- Amiens
- Arras
- Aubenton
- Bailleul
- Beauvais
- Bruges
- Cambrai
- Châlons-en-Champagne
- Dixmude
- Douai
- Gand
- Huy
- Lille
- Montreuil-sur-Mer
- Péronne
- Reims
- Saint-Omer
- Saint-Quentin
- Tournai
- Valenciennes
- Ypres

### Liste de Lille (vers 1350)
24 villes
- Abbeville
- Amiens
- Arras
- Bailleul
- Beauvais
- Bruges
- Cambrai
- Châlons-en-Champagne
- Dixmude
- Douai
- Gand
- Huy
- Lille
- Montreuil-sur-Mer
- Orchies
- Péronne
- Poperinghe
- Provins
- Reims
- Saint-Omer
- Saint-Quentin
- Tournai
- Valenciennes
- Ypres

### Liste de Tournai (1364)
23 villes
- Abbeville
- Amiens
- Arras
- Aubenton
- Bailleul
- Beauvais
- Bruges
- Cambrai
- Châlons-en-Champagne
- Dixmude
- Douai
- Gand
- Huy
- Lille
- Montreuil-sur-Mer
- Orchies
- Péronne
- Reims
- Saint-Omer
- Saint-Quentin
- Tournai
- Valenciennes
- Ypres

## Sources
Louis Carolus-Barré, « Les XVII villes, une hanse vouée au grand commerce de la draperie », Académie des inscriptions et belles-lettres, vol. 109, no 1,‎ 1965, p. 20-30 (lire en ligne)